# Yann Tiersen
Yann Tiersen, né le 23 juin 1970 à Brest (Bretagne), est un auteur-compositeur, musicien et producteur français.
En 2001, il devient mondialement connu pour sa composition de la bande originale du film de Jean-Pierre Jeunet Le Fabuleux Destin d'Amélie Poulain, pour laquelle il obtient le César de la meilleure musique de film en 2002.

## Biographie

### Jeunesse et formation
Dès son plus jeune âge, Yann Tiersen manifeste un grand intérêt pour la musique, alors qu'il éprouve des difficultés à l'école. Il passe son enfance à Rennes et ses vacances à l'île d'Ouessant. De 6 à 14 ans, il apprend au Conservatoire le violon, le piano, ainsi que plus tard la direction d'orchestre. De formation classique, il devient guitariste de rock à l'âge adulte. Durant les années 1980, il se joint à plusieurs groupes à tendance rock à Rennes. Il commence ensuite à écrire des pièces musicales pour le théâtre ou pour des courts métrages.

### Débuts remarqués (années 1990)
En 1995, il sort son premier album, La Valse des monstres, qui regroupe une partie de son travail effectué pour le cinéma et le théâtre. Un an plus tard, il sort un nouveau disque, Rue des cascades. Le titre éponyme, chanté par Claire Pichet, sera utilisé un an après la sortie de l'album pour le film La Vie rêvée des anges. Bien qu'arrivant à se créer une renommée certaine à Rennes, son travail reste confidentiel et n'attire pas l'attention d'un plus large public.
C'est la sortie de son album Le Phare en 1998 qui lui permettra de se forger une réputation notamment grâce à son titre Monochrome sur lequel Dominique A chante en anglais. Cet album, devenu disque d'or avec plus de 100 000 copies vendues, lui permettra de passer plus amplement sur les radios et de rééditer ses disques précédents. Cette année-là, Yann Tiersen enchaîne les concerts et lors des Transmusicales de Rennes, il donne un concert exceptionnel pour France Inter dans l'émission C'est Lenoir de Bernard Lenoir, avec de nombreux invités : Françoiz Breut, Dominique A, The Married Monk, les Têtes raides, Mathieu Boogaerts, Bertrand Cantat (chanteur de Noir Désir) et Neil Hannon (de The Divine Comedy), ce qui aboutit à la sortie d'un album de ce concert : Black Session.
Le 23 mars 1999 sort Tout est calme, un mini-album plus rock avec le groupe The Married Monk et des titres pour la première fois chantés. Une tournée suit après un Olympia à Paris le 16 mars dans le cadre du festival de Jeux. De sa collaboration avec Bertrand Cantat naît en 1999 le remix de la chanson de Noir Désir, À ton étoile, qui figure sur l'album One Trip/One Noise du groupe bordelais. En avril 2000, Yann Tiersen fait la première partie de Juliette Gréco au Barbican Center de Londres.

### Bandes originales de films et consécration (années 2000)

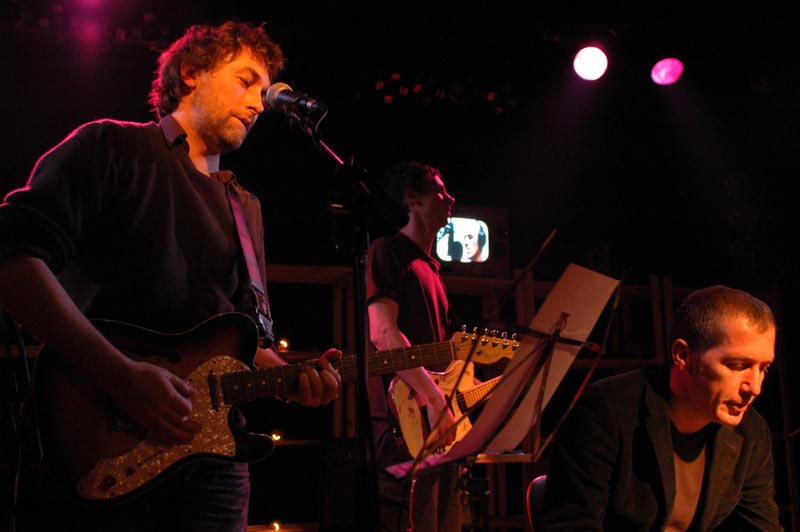
Yann Tiersen avec Christophe Miossec, collaborateur sur l'album Les Retrouvailles (2005).

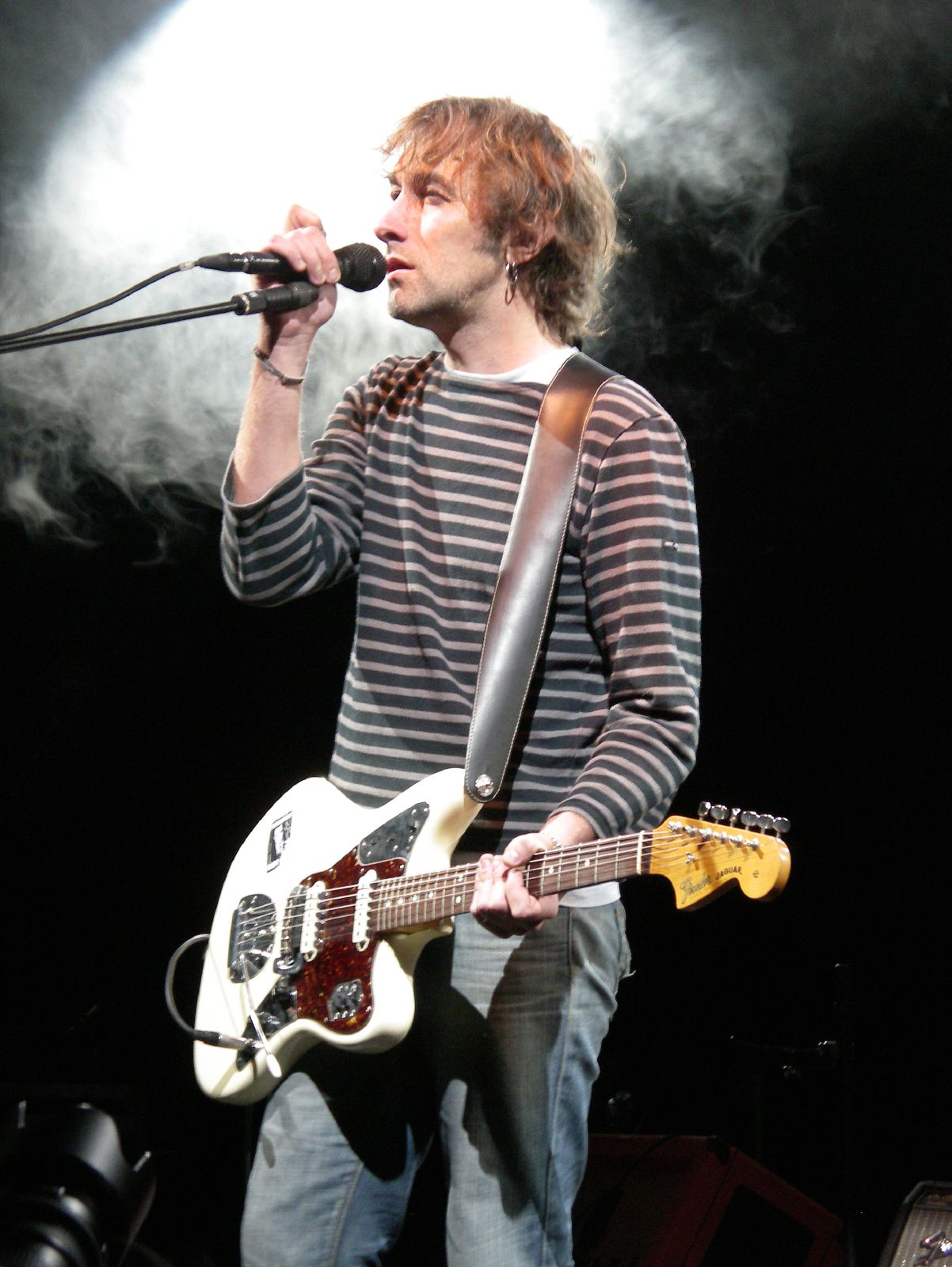
Yann Tiersen en 2007.

En avril 2001, il fait entendre sa nouvelle création, L'Absente, un album sur lequel ont participé de nombreux amis artistes, un quatuor à cordes et l'Ensemble Orchestral Synaxis. Il sera salué par la critique comme étant son album à la fois le plus ambitieux et le plus abouti. Le même mois, sort la bande originale du film le Fabuleux Destin d'Amélie Poulain, bande originale dont la moitié des chansons ne sont pas composées pour le film mais proviennent de ses albums précédents. L'album est un succès commercial avec une forte demande à l'international : début juillet 2001 il est certifié double disque d'or soit 200 000 ventes, mi-2002 il atteint 600 000 copies et en 2003 il est certifié triple album de platine (900 000 unités vendues en France), s'écoulant à deux millions d'exemplaires dans le monde. Ce succès aboutit à ce qu'en mars 2002, Yann Tiersen obtient le César de la meilleure musique lors de la 27e cérémonie des César. Nommé dans trois catégories, les Victoires de la musique lui décernent le titre de la meilleure bande originale de film.
En 2002, Yann Tiersen continue à arpenter les salles de concerts, notamment à l'Olympia pour trois soirs, au Royal Albert Hall de Londres, à Montréal. Un nouveau double album live sort à la suite d'un concert exceptionnel à la Cité de la musique de Paris : C'était ici. Celui-ci réunit également des invités déjà présents lors de ses anciens comme de ses concerts plus récents.
En 2003, il compose la bande originale du film allemand Good Bye, Lenin! ; il dirige un orchestre symphonique pour enregistrer les 18 titres. Il remporte la Victoire de la musique catégorie « Album de musique originale de cinéma ou de télévision de l’année 2004 » pour cette bande originale. L'année suivante sort Yann Tiersen et Shannon Wright un album très électrique en duo avec Shannon Wright. Cet album fait l'objet d'une série de concerts au festival des Transmusicales de Rennes.
Paraît ensuite l'album studio Les Retrouvailles le 23 mai 2005. Yann Tiersen y multiplie encore une fois les collaborations avec notamment la présence sur cet album de Jane Birkin, Dominique A, Miossec, Elizabeth Fraser (des Cocteau Twins) et du chanteur Stuart Ashton Staples (des Tindersticks). L'album est récompensé au grand prix du disque du Télégramme.
Le 11 juin 2008 sort le film Tabarly de Pierre Marcel consacré à la vie d'Éric Tabarly, à l'occasion de l'anniversaire des 10 ans de sa disparition, dont la bande originale est signée Yann Tiersen. Il compose la musique de l'album de Christophe Miossec, Finistériens, sorti le 14 septembre 2009 et il participe à l'album de reprises du groupe Coil, intitulé The Dark Age of Love, sorti le 12 octobre 2009.
Le 13 août 2010, Yann Tiersen a présenté son projet Dust Lane Inc. lors de La Route du Rock à Saint-Malo, avec 16 musiciens sur scène. Après une tournée mondiale de deux ans, Yann Tiersen a sorti Dust Lane en octobre 2010. Il comporte une collaboration avec Matt Elliott et Syd Matters.

### Diversification (années 2010)

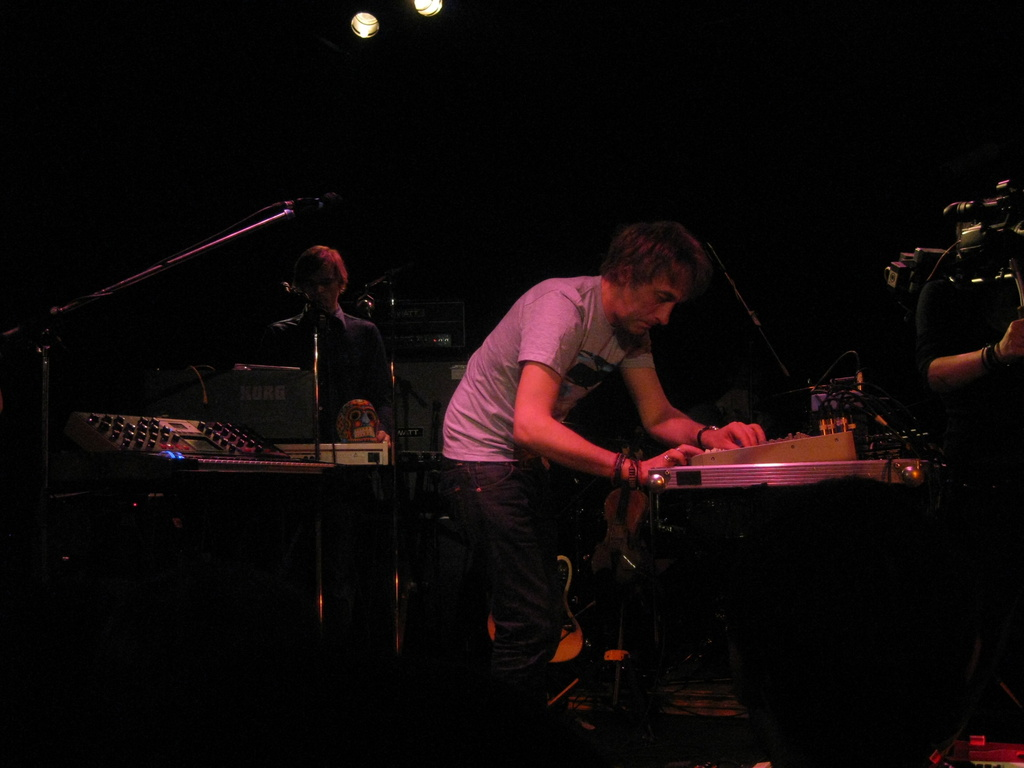
Yann Tiersen à Berlin en 2010.

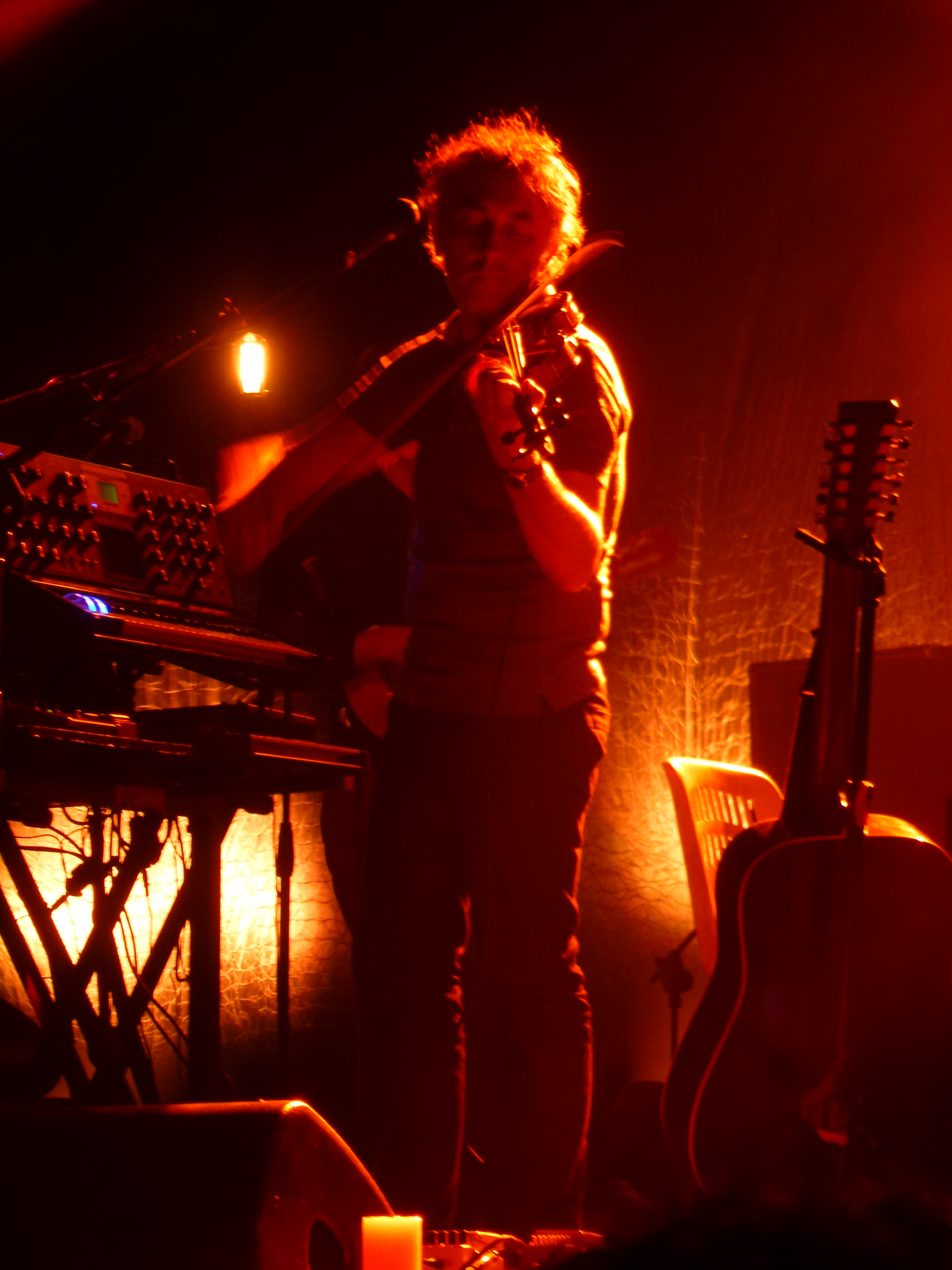
Yann Tiersen à Prato (Italie) en 2014.

Le 17 octobre 2011 sort un nouvel album Skyline aux sonorités post-rock.
Yann Tiersen fonde aux côtés de Lionel Laquerrière et Thomas Poli un nouveau projet orienté musique électronique et synthé nommé ESB (pour Elektronische Staubband). Le trio se produit lors de plusieurs festivals européens, notamment la Route du Rock à Saint-Malo en 2012, avant de sortir un album dans les conditions live en 2013, Thoré Single Club, et d'enregistrer un album l'année suivante pour une parution le 26 octobre 2015 (Square/Triangle/Sine sur le label Bureau B),.
Pour les 100 ans des films Fantômas, la société de production Gaumont lui demande de composer une nouvelle bande originale qui accompagnera les films muets. Le 31 octobre 2013, Yann Tiersen et d'autres artistes jouent en direct pendant 6 heures cette nouvelle bande originale au théâtre du Châtelet à Paris.
Le 19 mai 2014, Yann Tiersen sort un huitième album studio, Infinity, enregistré à Ouessant et en Islande.
Entre septembre 2015 et mars 2016, il suit une formation intensive pour l'apprentissage de la langue bretonne en six mois, dispensée par l'organisme Stumdi. Cette maîtrise du breton lui permet notamment de comprendre les noms de lieux de l'île d'Ouessant où il vit et de lire des poèmes. Ainsi, il réalise l'album-concept EUSA (nom breton de l'île), intimement lié à sa vie. Ce recueil de morceaux de piano rend hommage à dix lieux sur Ouessant, à travers des enregistrements de l'écosystème, les coordonnées GPS liées, les photos et la voix de sa femme (dans Eusa elle récite un texte de la poétesse bretonne Anjela Duval).
Le 16 octobre 2018, Yann Tiersen annonce la sortie de son prochain album, prévu le 15 février 2019 intitulé All, et enregistré dans son nouveau studio L'Eskal sur l'île d'Ouessant. En 2019, il participe à la reprise d'une ancienne boîte de nuit de l'île transformée en salle de concert accompagnée de studios d'enregistrement.
Il réalise en avril 2023 un concert dans le grand hall de l'aéroport de Berlin-Tempelhof, rejoint sur deux titres par sa femme Émilie Quinquis.

## Musique
Yann Tiersen est un multi-instrumentiste,. Il utilise principalement le piano, le violon, la guitare, l'accordéon ou la batterie.

## Discographie

### Albums studio
- 1995 : La Valse des monstres
- 1996 : Rue des cascades
- 1998 : Le Phare
- 2001 : L'Absente
- 2005 : Les Retrouvailles
- 2010 : Dust Lane
- 2011 : Skyline
- 2014 : Infinity
- 2016 : EUSA
- 2019 : ALL
- 2021 : Kerber
- 2022 : 11 5 18 2 5 18
- 2025 : Rathlin from a Distance / The Liquid Hour

### Bandes Originales de Films
- 1998 : La Vie rêvée des anges (générique de fin)
- 1998 : Alice et Martin d'André Téchiné
- 1999 : Le Cyclope de la mer
- 2001 : Trois huit
- 2001 : Le Fabuleux Destin d'Amélie Poulain
- 2001 : Notre besoin de consolation...
- 2002 : Le Poteau rose, court métrage de Michel Leclerc
- 2002 : L'Amusement, la solitude, court métrage de Paul Bénéteau et Steven Le Guellec
- 2002 : Primitifs
- 2003 : Good Bye, Lenin!
- 2008 : Tabarly
- 2016 : Ouragan, l'odyssée d'un vent

### Albums en public
- 1999 : Black Session
- 2002 : C'était ici
- 2006 : On Tour
- 2014 : Live in London

### Mini-albums etE.P.
- 1998 : Bästard ~ Tiersen (collaboration avec le groupe Bästard)
- 1999 : Tout est calme
- 2003 : On aime, on aide / fnac-fidh
- 2010 : Palestine

### Compilations
- 2019 : Portrait (25 titres de son répertoire réenregistrés, dont 3 titres inédits)
- 2023 : Kerber Complete (Coffret 4CD inclus les albums "Kerber", "11 5 18 2 5 18", "Kerber (Solo Piano)", "Kerber Remixes (Extended)")

### Collaborations
- 2004 : Yann Tiersen & Shannon Wright (en collaboration avec Shannon Wright)
- 2009 : Finistériens de Miossec

### Participations

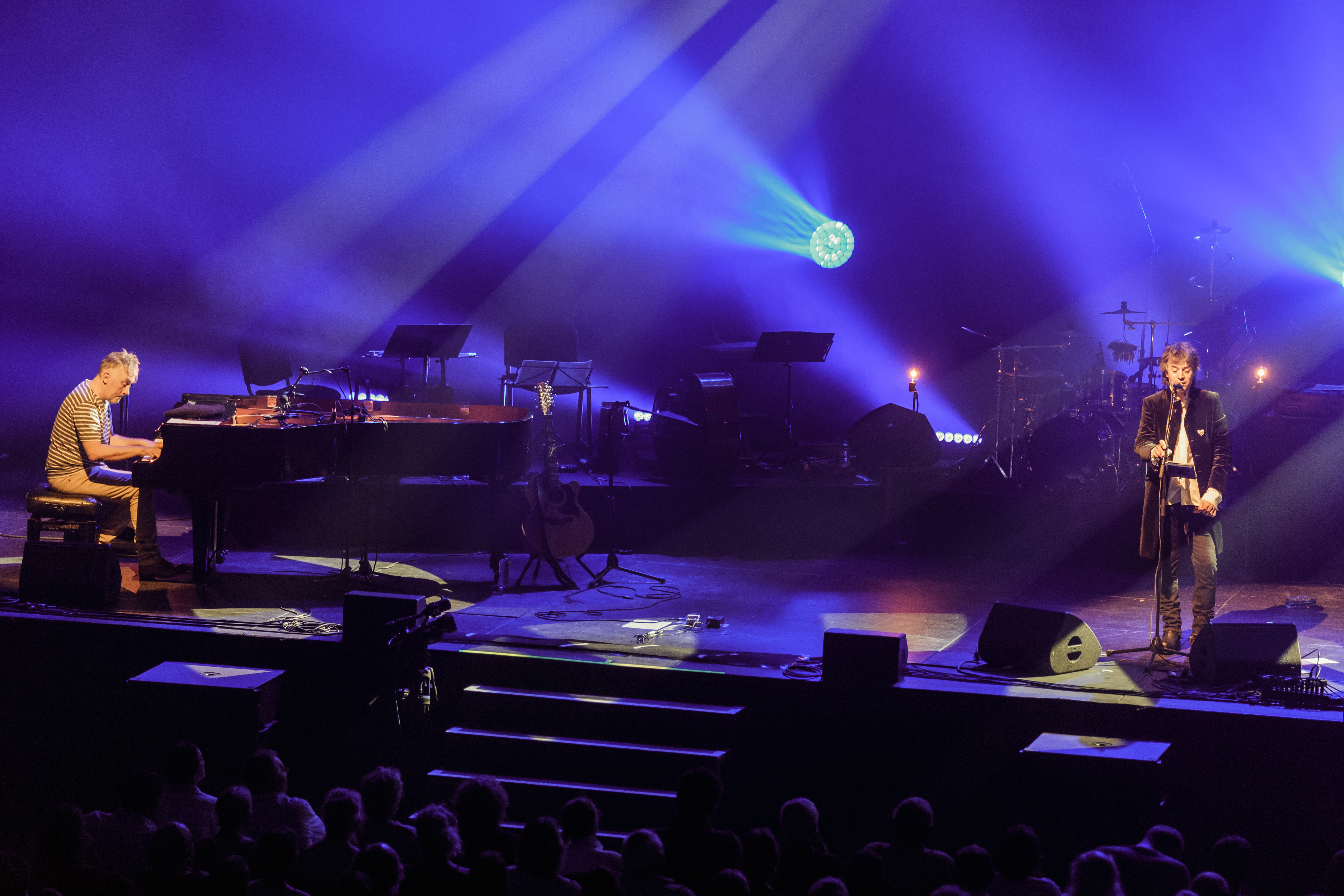
Yann Tiersen avec Denez Prigent en 2018 au festival de Cornouaille.

- 1999 : À ton étoile sur l'album de Noir Désir One Trip/One Noise
- 2000 : Gratte poil des Têtes raides : titre Le Cabaret des nues
- 2000 : Vingt à trente mille jours de Françoiz Breut
- 2001 : Les Oiseaux de passage (hommage à Georges Brassens) : titre Le Parapluie avec Natacha Régnier
- 2004 : Absent Friends de The Divine Comedy
- 2008 : Banquet de Cristal de Red Cardell
- 2009 : The Dark Age of Love de Coil
- 2010 : Les 3 Éléphants à Laval (Mayenne)
- 2010 : La Route du Rock à Saint-Malo
- 2010 : The Best of Times de Sage Francis sur l'album Li(f)e
- 2011 : Soyons désinvoltes, n'ayons l'air de rien, compilation de Noir Désir
- 2012 : La Route du Rock à Saint-Malo où il présenta son projet ESB avec Lionel Laquerriere et Thomas Poli
- 2015 : La nuit blanche sur l'île de Sein et Les insulaires sur l'île Hoêdic
- 2018 : Mil hent - Mille chemins de Denez Prigent

## Distinctions
- César de la meilleure musique de film 2002 pour Le Fabuleux Destin d'Amélie Poulain
- Album original de musique de cinéma ou de télévision, Victoires de la musique 2002 pour Le Fabuleux Destin d'Amélie Poulain
- Deutscher Filmpreis de la meilleure musique de film 2003 pour Good Bye, Lenin!
- « Breton de l'année 2001 » par Le Télégramme[11]
- Grand prix du disque du Télégramme pour Les Retrouvailles
- « Brittophones de l'année » avec Émilie Quinquis pour les Prizioù 2017[34]

## Médias

### DVD Live
- 2005 : La Traversée (réalisé par Aurélie du Boys)
- 2006 : On Tour (dvd) (réalisé par Aurélie du Boys)

### Films et documentaires
- D’escale en Eskal, film de Tanguy Alanou, 2019, Les Films de la pluie / Mille et Une. Films, 52 min. voir en ligne

## Engagements et vie privée
En 1999, il participe à un concert et un disque au profit du Groupe d'information et de soutien des immigrés (Gisti), aux côtés de Noir Désir notamment.
Début mai 2002, après le premier tour de l'élection présidentielle, il réalise une tournée improvisée pour dire « non au FHaine », entouré de Noir Désir, les Têtes raides, Dominique A et Thomas Fersen.
Natacha Régnier a été son épouse et elle interprète des chansons dans son album L'Absente paru en 2001. En 2002, ils ont une fille, Lise Tiersen.
Récompensé aux Victoires de la musique 2002, il hésite à accepter son prix. Considérant qu'il ne s'agit pas d'une bande originale telle que lui la conçoit, s'étant senti « dépossédé » de compositions déjà existantes, il monte sur scène pour pouvoir dire qu'il ne faisait pas de la musique pour ça. Couronné également en 2004 pour la musique du film Good Bye, Lenin!, il profite de l'occasion pour évoquer la lutte des milieux intellectuels victimes de la politique du gouvernement Raffarin : « On dit que Good bye Lenin! parle de la chute d'un mur. Ce soir, je pense à celui auquel se sont heurtés les enseignants, chercheurs, juristes et intermittents qui voulaient dialoguer avec le gouvernement. Contre ce mur d'incompréhension, retrouvons-nous lundi, ici même au Zénith, pour un concert militant, pour que la France ne devienne pas un pays sans liberté, sans égalité, sans fraternité », en brandissant l'affiche du concert « Avis de KO social » ayant lieu le lendemain au Zénith de Paris.
En 2011, il collabore avec le Yellow Bird Project (YBP) pour concevoir un t-shirt, qui est vendu pour amasser des fonds pour Médecins sans frontières.
Le 2 août 2016, Yann Tiersen se marie avec Émilie Quinquis sur l'île d'Ouessant.